# Алексис МакАлистър
Алексис МакАлистър (на испански: Alexis Mac Allister) е аржентински футболист, атакуващ полузащитник на английския Ливърпул и националния отбор на Аржентина.

## Успехи

### Бока Хуниорс
- Шампион на Аржентина (1): 2019/20

### Ливърпул
- Висша лига (1): 2024/25

### Аржентина
- Победител във Финалисима (1): 2022